# Bonfire (zespół muzyczny)
Bonfire – niemiecka rockowa i heavymetalowa grupa muzyczna, założona w 1972 roku pod nazwą Cacumen. Od 1986 roku działa pod obecną nazwą. 2 września 2017 r. zespół po raz pierwszy wystąpił w Polsce na festiwalu Zgierz City of Power.

## Historia
Grupa powstała z inicjatywy Hansa Zillera w Ingolstadt 1972 roku pod nazwą Cacumen. Z tego okresu pochodzą dwa albumy studyjne. W 1986 zespół zmienił nazwę na Bonfire. Album Don’t Touch the Light stał się jednym z najlepiej sprzedających się debiutanckich albumów niemieckich zespołów hardrockowych. Następny album, wydany w 1987 roku Fireworks, sprzedał się w ponad 250 000 egzemplarzy i utrzymywał się na niemieckich listach przebojów przez 30 tygodni. W trakcie prac nad trzecim albumem, Point Blank, Hans Ziller opuścił zespół i założył własny projekt – EZ Livin'. W 1991 roku grupa nagrała album Knock Out, który w porównaniu do wcześniejszych wydawnictw był bardziej melodyczny. Album ten sprzedał się w 60 tysiącach egzemplarzy. Rok później Ziller oraz wokalista Claus Lessmann powrócili do zespołu. Gdy muzycy ci uzyskali prawa do nazwy „Bonfire”, Michael Bormann i Angel Schleifer w 1997 roku opuścili zespół i założyli grupę o nazwie Charade; nagrała ona dwa albumy. Także w 1997 roku została wydana limitowana (w nakładzie 10000 egzemplarzy) edycja niemieckojęzycznego albumu Freudenfeuer. W 2002 roku z powodów osobistych gitarzysta Chris Lausmann opuścił grupę.

## Dyskografia

### Cacumen
- Cacumen (1981)
- Bad Widow (1983)
- Longing For You EP (1985)

### Bonfire

#### Studyjne
- Don’t Touch the Light (1986)
- Fireworks (1987)
- Point Blank (1989)
- Knock Out (1991)
- Feels Like Comin' Home (1996)
- Freudenfeuer (1996)
- Rebel Soul (1998)
- Fuel to the Flames (1999)
- Strike Ten (2001)
- Free (2003)
- Double X (2006)
- The Räuber (2008)
- Branded (2011)
- Schanzerherz (2013)
- Glorious (2015)
- Byte the Bullet (2017)
- Temple of Lies (2018)
- Legends (2018)
- Fistful of Fire (2020)
- Roots (2021)

#### Koncertowe
- Live...The Best (1993)
- Live Over Europe! (2002)
- One Acoustic Night (2005)
- Double Vision (2007)
- Fireworks Still Alive (2011)
- Live in Wacken (2013)

#### Kompilacje
- Hot & Slow (1997)
- Who’s Foolin’ Who (2000)
- 29 Golden Bullets (2001)
- You Make Me Feel (2009)
- Pearls (2016)

#### Box sety
- The Early Days (2004)

#### VHS / DVD
- The Best (VHS) (1993)
- Golden Bullets (DVD; 2001)
- One Acoustic Night (DVD) (2005)
- Double Vision (DVD; 2007)
- The Räuber - Live (DVD; 2008)

## Członkowie zespołu

### Obecni
- Alexx Stahl – wokal (od 2016)
- Hans Ziller – gitary, talkbox, wokal wspierający, sitar (1972–1989, od 1992)
- Frank Pané – gitara (od 2015)
- Ronnie Parkes – gitara basowa (od 2015)
- André Hilgers – perkusja (od 2019)

### Byli
- Karl Ziller – gitara (1972–1980)
- Hanns Schmidt-Theißen – instrumenty klawiszowe (ok. 1977–1980)
- Hans Hauptmann – gitara basowa (ok. 1972–1982)
- Hans Forstner – perkusja (ok. 1972-1986)
- Robert Prskalowicz – gitara basowa (1982–1986)
- Horst Maier-Thorn – gitara, gitara rytmiczna, wokal wspierający (ok. 1972-1988)
- Michael Bormann – wokal, gitara akustyczna (1993–1994)
- Angel Schleifer – gitara, gitara akustyczna, wokal wspierający (1988–1994)
- Joerg Deisinger – gitara basowa, wokal wspierający, (1986–1994)
- Edgar Patrik – perkusja, wokal wspierający (1987–1994)
- Chris Lausmann – gitara, gitara rytmiczna, instrumenty klawiszowe, wokal wspierający (1992–2002)
- Jürgen Wiehler – perkusja, wokal wspierający (1997–2009)
- Dominik Hülshorst – perkusja, wokal wspierający (1986–1987, 2009–2012)
- Claus Lessmann – wokal, wokal wspierający, gitara akustyczna, gitara basowa, gitara rytmiczna (1978–1992, 1992–2015)
- Uwe Köhler – gitara basowa, wokal wspierający (1997–2015)
- Chris Limburg – gitara (2006–2015)
- Harry Reischmann – perkusja (2012–2015)
- David Reece – wokal (2015–2016)
- Tim Breideband – perkusja (2015–2019)